# Ultimo amore (film 1947)
Ultimo amore è un film del 1947 diretto da Luigi Chiarini.

## Trama
Nel momento più brutto della guerra, tre amici aviatori ottengono una breve licenza che vanno a trascorrere a Roma. Nell'albergo dove alloggiano fanno la conoscenza di Maria, una giovane canzonettista, con la quale trascorrono qualche ora. Rimasto solo con la donna, uno dei tre, il capitano Rastelli, tenta di usarle violenza ma l'arrivo del cappellano militare glielo impedisce. Gli ufficiali rientrano all'aeroporto dove ricevono l'ordine di tenersi pronti per la notte, ma Rastelli trova il modo di uscire e rivedere Maria che non solo lo perdona, ma gli dice di amarlo ed insiste nel voler andare con lui. È tardi ormai: le truppe tedesche circondano l'aeroporto. Rastelli viene ferito e riesce per miracolo a salire sul proprio apparecchio che, attaccato dai caccia tedeschi, arriva a destinazione con a bordo i due amici di Rastelli morti e lui stesso in fin di vita. Più tardi in un cimitero militare, durante il funerale celebrato dal cappellano, Maria arriva e si mescola alla famiglia, animata da un sentimento che le vicende della vita hanno reso puro.

## Produzione
Il film è ascrivibile al filone dei melodrammi sentimentali, comunemente detto strappalacrime, molto in voga tra il pubblico italiano negli anni del secondo dopoguerra (1945-1955), in seguito ribattezzato dalla critica con il termine neorealismo d'appendice.
Fu girato in parte nei teatri del Centro Sperimentale di Cinematografia di Roma.
Il cast e la troupe sono pieni di nomi nuovi che diverranno famosi in futuro: nel cast Vira Silenti, Aroldo Tieri e Giacomo Rondinella, nella troupe Brunello Rondi, tra gli sceneggiatori e aiuto regista, ed Umberto Rondi, organizzatore generale.
Le musiche originali sono di Alessandro Cicognini. La canzone Boogie Woogie della pioggia è di Felice Montagnini.

## Distribuzione
Il film venne distribuito nelle sale cinematografiche italiane il 5 aprile del 1947.

## Critica
"Un altro film sulla guerra e sul dopoguerra, quindi vecchio nel soggetto e piuttosto inorganico e discontinuo nella realizzazione. Notevolmente pesante pur nella sua brevità, Ultimo amore non prende come avrebbe dovuto l'animo e l'attenzione dello spettatore, salvo nelle scene, assai ben fatte, dell'ultimo volo dei protagonisti. È un film che doveva commuovere e invece lascia sempre freddi. Di miglior effetto sono risultate le scene di minor impegno emotivo." (L'Operatore, 'Intermezzo' n.8, 30 aprile 1947)